# Merril Bainbridge
Merril Bainbridge (* 2. Juni 1968 in Melbourne) ist eine australische Popsängerin, die durch ihren Hit Mouth international bekannt wurde.

## Biografie
Merril Bainbridge begann in ihrer Teenagerzeit als Sängerin in Coverbands. Später arbeitete sie auch als Begleitsängerin und kam so in Kontakt mit dem Musiker und Produzenten Sieuw. Mitte der 90er bekam sie einen Plattenvertrag beim australischen Label Gotham und arbeitete zusammen mit Sieuw an ihrem Debütalbum. Als erster Song wurde 1995 das selbstgeschriebene Mouth veröffentlicht, das sofort ein großer Hit wurde und sechs Wochen auf Platz 1 der australischen Charts stand. Mit dem Album The Garden stieg sie daraufhin auf Platz 5 der Albumcharts ein. Ein weiterer Top-5-Hit aus dem Album wurde das Lied Under the Water.
Daraufhin nahm sie Universal 1996 unter Vertrag, um ihr Album auch in den USA herauszubringen. Die Single Mouth wurde dort ebenfalls ein großer Erfolg, sie erreichte Platz 4 und verkaufte sich über eine halbe Million Mal. Das Album verpasste allerdings knapp die Top 100, hielt sich aber immerhin 22 Wochen in den Billboard 200. Eine anschließende Veröffentlichung in Europa brachte ihr nur in England und Deutschland einen kleineren Erfolg mit Mouth.
Danach arbeitete Bainbridge an ihrem zweiten Album Between the Days. Es erschien 1998, aber lediglich die Vorabsingle Lonely erreichte eine höhere Platzierung, das Album selbst und weitere Singles kamen nicht in die Top 50 der australischen Charts. Auch international war sie nicht mehr erfolgreich.

## Diskografie
Alben
- The Garden (1995)
- Between the Days (1998)

Lieder
- Mouth (1994)
- Under the Water (1995)
- Power of One (1995)
- Sleeping Dogs (1996)
- Lonely (1998)
- I Got U Babe (feat. Shaggy, 1998)
- Between the Days (1998)
- Walk on Fire (1999)
- Girl Next Door (2003)